# Bolle Willum Luxdorph
Bolle Willum Luxdorph (født 24. juli 1716 i Bispegården på Nørregade i København, død 13. august 1788 i København) var en dansk historiker, digter og embedsmand.
| Citat            | Stor Revolution, Gud give til det bedste! Dronningen transporteret til Cronborg; Gähler og Frue, alle 3 Struenseer, Brandt, Berger, Falckenskiold og fleere i Castellet. Rantzau og Beringskiold satte det i Værk om Morgenen tilig, dog med Dr. Julianæ og Printz Fridrichs Samtøkke. Almuen var som rasende af Glæde | Citat |
| 17. januar, 1772 | |       |

## Slægt og uddannelse
Luxdorph var af jysk bondeæt. Hans navn var en latiniseret fortyskning af navnet Løgstrup, som kom af Løgstrupgård i Fiskbæk Sogn ved Viborg. Familien udtalte det Lyksdorf. Navnet Bolle kom fra en anden gren af familien, som var en rig bondeslægt fra sognet. Bolle Willum Luxdorphs bedstefar Bolle Luxdorph blev en af sin tids mægtigste mænd med en stilling som oversekretær i Danske Kancelli, en af de højeste poster i enevældens administration. Det var også denne bedstefar der modtog adelsbrevet 20. marts 1679. Adelsslægtens mærke blev et elefanthoved, som endnu findes på bogbindene på bøger fra Luxdorphs bogsamling; også på dem som nu findes på Det Kongelige Bibliotek.
Luxdorphs far, Christian Luxdorph, var den eneste i slægten der valgte en militær karriere. Faren deltog i slag i hele Europa i de danske hjælpekorps der blev sendt ud for at kæmpe i begyndelsen af 1700-tallet. I 1715 vendte faren hjem til Danmark og købte i 1716 gården Mørup. Bolle Willum Luxdorphs mor var Susanne Magdalene Worm, datter af den lærde højesteretsjustitiarius Willum Worm, og søster til Sjællands biskop Christen Worm.
Luxdorph blev født i København, men tilbragte det meste af sin barndom på Mørup, undervist af huslæreren Holger Nielsen Rørdam. Disse to blev venner for livet, og Rørdam gav endda navnet Bolle til en af sine sønner til minde om sin ven. Luxdorph viste sig at være en lærenem og begavet elev og Rørdam en kvalificeret lærer. Denne privatundervisning gjorde i 31. juli 1733 Luxdorph i stand til at blive immatrikuleret på Københavns Universitet.
Luxdorph havde historikeren Hans Gram som privatpræceptor, og året efter 8. juni blev Luxdorph baccalaureus.
Luxdorphs tidlige interesser var viet teologien, trods moderens ønske om at han valgte juraen. Men filosofi, klassisk filologi og historie blev også en stor del af hans noget blandede studieinteresser.
Kun 18 år gammel blev han 8. oktober 1734 ansat som sekretær i Danske Kancelli, sandsynligvis på grund af onklen Christen Worms gode skudsmål over Luxdorph, efter at han havde sendt en ansøgning til kongen om en bestalling. Luxdorphs karriere blev hermed fastlagt, og resten af livet steg han regelmæssigt i graderne i enevældens embedsmandsadministration. Han endte som første deputeret i Danske Kancelli.
14. juni 1748 blev han gift med Anna Bolette Junge. Ægteskabet forblev dog barnløst.
Luxdorph var en selskabelig mand og næsten hver aften holdt han middagsselskab i sin bolig. Fast gæst i huset var A.P. Bartholin, Jacob Gude kom også ofte og skrev om det i sine udgivne erindringer  men han havde også en amanuensis hos sig i huset til at bistå sig i lærde sager. Blandt amanuenserne var islændingen Jon Erichsen, Lavrids Schov og Joachim Junge. Junge arbejdede også i Luxdorphs bibliotek.
| Citat           | Været i Videnskabernes Societet i de nye Værelser paa Palaiset abss. Mølman, Bugge og Rottbøl. Jacobi holdt en næt Tale, hvori noget blev rørt om Indfødsretten og som sluttedes med Langebechs Ros. Hielmstjerne udvalgt til Præses, skiøndt han undskyldte sig. | Citat |
| 29. marts, 1776 | |       |

## Videnskaberne
Ved siden af embedsmandskarrieren havde Luxdorph en stor interesse for studierne og lærde sager.
Luxdorph interesserede sig for historie og samlede på historiske materialer, bl.a. om borgmesteren i Køge Mads Ravn, men han fik aldrig skrevet et værk. Han var mere virksom i filologien, ikke kun den klassiske, men også den oldnordiske. Han var et af de mest aktive medlemmer af Den Arnamagnæanske Kommission, der stod for udgivelsen af de islandske skrifter.
Han blev medlem af Videnskabernes Selskab kort efter dets stiftelse og endte med at blive dets præsident. Hans arbejde her var dog mest af administrativ og modtagende karakter: han udsendte kun få egne værker i selskabets skrifter.
Han var også medlem af Det kongelige danske Selskab for Fædrelandets Historie og hjalp formanden Henrik Hielmstjerne i arbejdet med at bringe selskabets tidsskrift Danske Magazin tilbage til en brugbar tilstand, efter at det havde været negligeret i mange år.
| Citat             | Om Aftenen Thron-Følgeren i Sidon og den Dramatiske Journal til Efterstøkke opført. Journalisterne, under hvilke vare Artiglerie-Officeererne, begyndte at piibe og trampe. Men Bredal havde hverved Officeererne ved Guarnisonen, som i Sames og Køllers Nærværelse ei alleene klappede og raabte Vivat Bredal, men endog sprang over Bænkene, slog med Stokke og Kaarder på de Pibende og befalede det samme Støkke igien om Torsdagen. Ohms, en Artiglerie-Officerer, blev saaret og bragt i Vagten. | Citat |
| 25. november 1771 | |       |

## Poesien
Hans mest produktive side var i poesien. Han skrev latinske digte af den lidt ældre humanistiske skole, der allerede i Luxdorphs levetid var ved at blive forældet. I hans poesi var den ydre stil og sproget mindst lige så vigtigt som indholdet. I et brev til Frederik Rostgaard skriver han: "Men kommer [en god tanke] frem i vers, venter jeg ustridig, at poesien endnu skal give den større relief, og når mig da møder det, som skurrer i ørene, i steden for at kildre dem, taber jeg den credit, jeg har for penséen [tanken], ved den fortrydelse, jeg får over verset.". Desuden stillede han som krav at hans digning skulle handle om realiter og ikke fantasi, hvilket var i oplysningens tidsalders smag, men gjorde ham foragtet som digter af den efterfølgende romantiske skole.
Hans mange digte udkom samlet i værket Carmina, 1775 og 1784. Størstedelen af digtene er lejlighedsdigte, bl.a. de fleste kendte mænds gravskrifter, men også en række rimbreve, oder og epigrammer, der kunne indeholde selvbiografiske oplysninger.
Hans rolle i digterverdenen blev yderligere forstærket af hans stilling ved Selskabet til de skønne og nyttige Videnskabers Forfremmelse, der fungerede som en slags smagsdommer over dansk digtekunst og anden litteratur. Dette selskab stillede prisopgaver til digtere, og udgav en række Forsøg hvori tekster af anerkendte digtere blev trykt. Selv om Johannes Ewald fik udgivet og positivt bedømt en række af sine værker af selskabet (f.eks. Fiskerne), faldt han ikke ubetinget i Luxdorphs smag. Han var ham for højtragende og fantaserende. Luxdorph kunne derimod godt lide Johan Herman Wessel og Jens Baggesen, der begge stod for en typisk klassicistisk digtekunst, med komiske digte, en genre som også Luxdorph havde forsøgt sig i.
Luxdorph var selv en ivrig læser, og han bedømte altid det værk han havde læst ved at angive i sine dagbøger med enkelte ord hvad hans dom var, placuit(om han var tilfreds med værket), non placuit (ikke tilfreds) eller i yderste tilfælde snavs. Disse domme blev samlet af Rasmus Nyerup og udgivet i hans Luxdorphiana (1797), som indeholder mange skrifter om og af Luxdorph og hans liv.
| Citat               | Tilskrevet Capitain Teilman anl. Justitz-Raad Reenbergs Vers at udgive. | Citat |
| 17. september, 1763 |                                                                         |       |

## Udgiveren
Som udgiver satte Luxdorph sig varige spor. Han udgav bl.a. Tøger Reenbergs Samlede Skrifter i 1769, hvor Luxdorph selv havde stået for noterne og biografien over digteren.
Det vigtigste udgiverarbejde var dog i forbindelse med pragtudgaven af Ludvig Holbergs Peder Paars i 1772. Johan Frederik Clemens kobberstik over Johannes Wiedewelts og Peder Als's illustrationer finansierede Luxdorph størstedelen af. Udgiverne var anonyme, idet der kun anførtes af bogen var blevet udgivet af Et selskab. En anden pragtudgave af Holbergs Niels Klims underjordiske Rejse blev også forberedt, men Luxdorph døde inden udgivelsen i 1789.
| Citat             | Canc:Rd. Voltene kom fra Bildsteds besatte Pige, som har omgang med en Aand eller Nisse, der siger hende adskilligt. Bartholin og Tode skal have været der. - Grev Schmettau skal, efter hans sidste Villie, være sat i en Lehnstoel i Generall-Mundering paa en Høi med et Skuur over og til sidst skal hand brændes. Han var en af vore stærke Aander, et hoc est sapere. | Citat |
| 6. November, 1785 | |       |

## Religionen
Trods Luxdorphs mange gerninger som embedsmand, digter, smagsdommer, udgiver etc. fik han stadig plads til et dybere forhold til religionen. Han gik dagligt i kirke, og bagefter nedskrev han sine overvejelser om dagens bibeltekst. På grund af denne sin vedholdende læsning af Bibelen blev han ikke sjældent bedt om at høre og bedømme de yngre teologers prøveprædikener. Sammen med de toneangivende konservative teologer samledes han hver mandag i Det Teologiske Selskab, for at drøfte religiøse emner. Hans skriftlige arbejder og embedsmandsvirksomhed var også præget af det religiøse sindelag, da hans overvejelser indenfor disse ofte blev begrundet ud fra moralske og teologiske hovedgrunde. I 1745 blev han optaget i den københavnske frimurerloge Zorobabel, og 3. april 1750 blev han optaget i skottelogen La gloire som var stiftet af grev Christian Conrad Danneskiold-Laurvig.
| Citat             | Mr. Meyer, Secreterer ved det Norske Selskab, forærede mig det første Bind af deres Poesier. - Mr. Torkellin gav mig den gamle Islandske Christen-Ræt. | Citat |
| 29. oktober, 1775 | |       |

## Bogsamleren
Luxdorph var også kendt som en stor bogelsker og bogsamler. Hans bibliotek på ca. 15.000 bind foruden 500 manuskripter og stik var ikke det største, det kunne f.eks. ikke måle sig med vennen P. F. Suhms enorme samling. Men Luxdorphs øje for sjældenheder og historisk værdifulde ting gjorde samlingen yderst kostbar. Hans samling af skrifter fra Trykkefrihedstiden 1770-1772 indeholdt mange skrifter som kun blev bevaret igennem Luxdorphs samling. Sine bøger lod han ubeskåret indbinde i ensartede bind med hans karakteristiske supralibros, et elefanthoved, der i snablen bærer en krone gennemstukket af tre pile præget i guld på forpermen. Mange af bøgerne indeholder værdifulde noter skrevet af Luxdorph selv på det forreste friblad.
Efter Luxdorphs død stod Joachim Junge for udarbejdelsen af et katalog over bogsamlingen. De bedste og mest værdifulde ting endte i Det Kongelige Bibliotek og kan i dag findes i samlingerne.
| Citat             | Vundet 12 Rdr. i Lotteriet. | Citat |
| 20. december 1763 |                             |       |

## Dagbøgerne
Foruden bogsamlingen havde Luxdorph en anden aktivitet der endnu har betydning for historieforskningen i dag, nemlig Dagbøgerne. Luxdorph førte sine dagbøger i 1745-1748 og 1757-1788. Det endte med at blive 35 tætskrevne bind. I 1915-1930 blev uddrag af dagbøgerne udgivet af Eiler Nystrøm i to bind. Luxdorph skrev alt, hvad han havde lært, i nogle skrivkalendere, der udgjorde dagbøgerne. Informationerne kunne være meget forskellige: nyheder, personlige begivenheder, moralske eller litterære overvejelser og mærkedage. Det gør bøgerne til en overordentlig rig kilde for både det daglige og det officielle liv i sidste halvdel af 1700-tallet.
De dele af dagbøgerne, der ikke blev udgivet af Eiler Nystrøm, er gengivet i Jens Ernholtz' bøger om vejret i Danmark i 1700-tallet. Det drejer sig foruden om vejroptegnelserne, om Luxdorphs naturbeskrivelser, optegnelser vedrørende landbrug og havebrug, spadsereture og selskabelighed i bogen "Stormflod - analyse af vejret i Danmark 1761-65 baseret på Bolle Willum Luxdorphs dagbøger" (2012). 
Luxdorph har næppe tænkt dagbøgerne som memoireudgivelse for eftertiden, men udelukkende anvendt dem som hjælp til at huske sin travle hverdag. Derfor er notaterne også korte, ofte indforståede og skrevet i en meget utydelig hånd med en lille skrift.
| Citat                                                                  | J. R. Bartholin blev hentet herned imellem kl.7 og 8, men inden han kom, var Forfatteren af denne Dagbog hensovet. | Citat |
| 13. august, 1788. Dagbogens sidste anførsel, skrevet af Joachim Junge. | |       |

Luxdorph er begravet i familiegravstedet i Trinitatis Kirke.